# Снаха (филм, 1976)
 За филма от 1954 вижте Снаха (филм, 1954).  
„Снаха“ е български игрален филм (драма) от 1976 година на режисьора Васил Мирчев, по сценарий на Слав Г. Караславов. Оператор е Цветан Чобански. Създаден е по романа „Снаха“ на Георги Караславов. Музиката във филма е композирана от Кирил Цибулка.

## Актьорски състав
- Стефан Гецов – Юрталана
- Емилия Радева – Юрталаница
- Виолета Гиндева – Севда
- Добромир Манев – Стойко
- Свобода Молерова – Казалбашката
- Антон Карастоянов – Казалбаша

В епизодите:
- Вълчо Камарашев – Кмета
- Анани Явашев – Околийския началник
- Димитър Бочев – Куцото, кръчмар
- Кирил Кавадарков – Гочо Астаров
- Пепа Николова – Мика
- Севдалин Попов
- Станко Петров
- Минка Сюлеймезова (като Минка Сюлемезова) – Добра Цървенаковата
- Атанас Божинов
- Кирил Върбанов
- Надя Тодорова – Петра Саралийката
- Иван Цветарски – Пазач на параклиса
- Цветана Енева
- Груди Кадиев